# Poecilopsis omissa
Poecilopsis omissa là một loài bướm đêm trong họ Geometridae.